# SBS 특선 다큐멘터리
《SBS 특집 다큐멘터리》는 SBS TV에서 매주 월요일 오전 5시에 방송 중인 다큐멘터리 프로그램이다.

## 일부 지역 자체 방송
| 방송국  | 방송 권역                          | 프로그램                     | 방송 시간                            |
| ------- | ---------------------------------- | ---------------------------- | ------------------------------------ |
| G1 TV   | 강원특별자치도                     | 테마 스페셜 (재방송)         | 매주 월요일 오전 5시 ~ 오전 6시      |
| TJB TV  | 대전광역시 세종특별자치시 충청남도 | 테마 스페셜 베스트           | 매주 월요일 오전 5시 ~ 오전 6시      |
| CJB TV  | 충청북도                           | 굿모닝 다큐                  | 매주 월요일 오전 5시 ~ 오전 6시      |
| KNN TV  | 부산광역시 경상남도                | 테마 스페셜 (재방송)         | 매주 월요일 오전 5시 ~ 오전 6시      |
| UBC TV  | 울산광역시                         | 네모 세모 베스트             | 매주 월요일 오전 5시 ~ 오전 6시      |
| TBC TV  | 대구광역시 경상북도                | 리얼 귀농 스토리 나는 농부다 | 매주 월요일 오전 5시 ~ 오전 6시      |
| JIBS TV | 제주특별자치도                     | 싱싱 고향별곡 (재방송)       | 매주 월요일 오전 5시 ~ 오전 6시      |
| JTV TV  | 전북특별자치도                     | 화첩 기행 (재방송)           | 매주 월요일 오전 5시 ~ 오전 6시      |
| KBC TV  | 광주광역시 전라남도                | 싱싱 고향별곡                | 매주 월요일 오전 5시 ~ 오전 5시 55분 |
| KBC TV  | 광주광역시 전라남도                | 닥터 365                     | 매주 월요일 오전 5시 55분 ~ 오전 6시 |

## 결방
- 2024년 8월 12일 : 《2024 파리 하계 올림픽 폐막식》 중계 방송으로 인해 결방